# Естивареј (Алије)
Естивареј (фр. Estivareilles) насеље је и општина у централној Француској у региону Оверња, у департману Алије која припада префектури Монлисон.
По подацима из 2011. године у општини је живело 1131 становника, а густина насељености је износила 100,35 становника/km². Општина се простире на површини од 11,27 km². Налази се на средњој надморској висини од 230 метара (максималној 348 m, а минималној 179 m).

## Демографија
| 1962. | 1968. | 1975. | 1982. | 1990. | 1999. | 2011. |
| ----- | ----- | ----- | ----- | ----- | ----- | ----- |
| 728   | 863   | 939   | 1.101 | 1.104 | 1.033 | 1.131 |

График промене броја становника у току последњих година